# 1963 في الجزائر
فيما يلي قوائم الأحداث التي وقعت خلال عام 1963 في الجزائر.

## أحداث
- 15 سبتمبر – الانتخابات الرئاسية الجزائرية 1963
- 8 سبتمبر – صدور أول دستور جزائري
- 5 نوفمبر – انتهاء الصراع المسلح «حرب الرمال» بين المغرب والجزائر

## سياسة

### تعيين في المنصب
- 1 يناير – عبد العزيز بوتفليقة وزير الشؤون الخارجية الجزائري.
- 15 سبتمبر – أحمد بن بلة رئيس الجزائر.

## أفلام
من الأفلام التي صدرت هذه السنة في الجزائر:
- 1 يناير – شعب زاحف

## مواليد

### يناير
- 1 يناير – بعزيز

### فبراير
- 3 فبراير – فوزي بن خالدي لاعب كرة قدم جزائري.

### أبريل
- 15 أبريل – كاتشو مغني جزائري.

### أغسطس
- 9 أغسطس – أو لحلو مغني جزائري.

### سبتمبر
- 8 سبتمبر – محمد عيسى سياسي جزائري.

### نوفمبر
- 22 نوفمبر – عبد الحق بن شيخة

- سليمان بخليلي صحفي وإعلامي جزائري

## وفيات

### مايو
- 5 مايو – محمد خميستي (مواليد 1930) سياسي جزائري.